# Dyrektoriat (Ukraina)

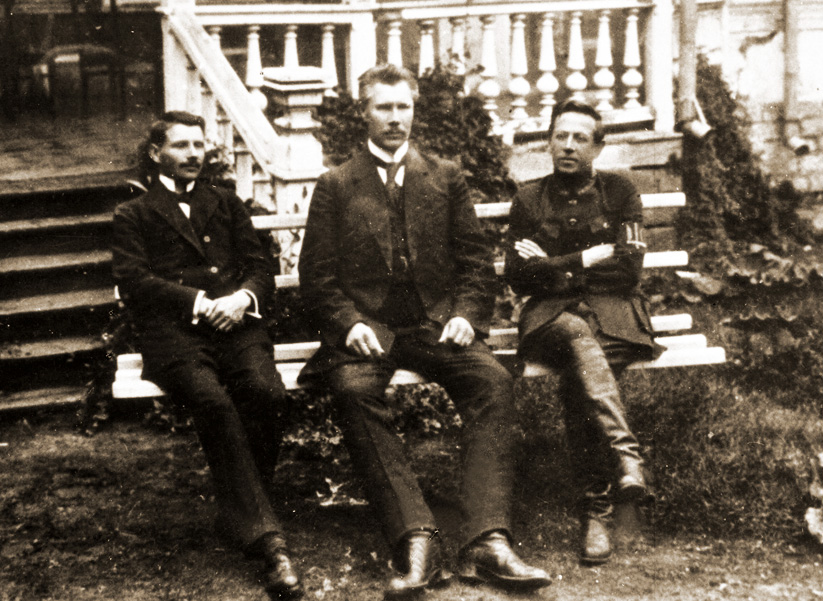
Andrij Makarenko, Fedir Szweć i Symon Petlura. Kamieniec Podolski 1919

Okres Hetmanatu (od kwietnia do grudnia 1918) przyczynił się do wykrystalizowania ukraińskiej sytuacji politycznej. Kilka partii oraz związków zawodowych stworzyło Ukraiński Sojusz Narodowo-Państwowy. Przeciwko polityce Skoropadskiego zaczął też występować Wszechukraiński Związek Ziemstw. Ukraiński Sojusz Narodowo-Państwowy przekształcił się w lipcu 1918 r. w Ukraiński Sojusz Narodowy, który był ciągłą przeciwwagą dla rządów hetmańskich. Występujące z coraz większym nasileniem antyniemieckie i antyhetmańskie powstania chłopskie skłaniały tę organizację do jawnego wystąpienia przeciwko reżimowi. Zaczęto czynić przygotowania do przewrotu. 
Pretekstem był manifest Skoropadskiego o federacji z Rosją, o którym spiskowcy dowiedzieli się 13 listopada wieczorem, czyli jeszcze przed jego ogłoszeniem. Buntownicy zwołali w Kijowie naradę, w czasie której ukonstytuował się Dyrektoriat, czyli kolegialny organ, który miał kierować powstaniem. Jego istnienie zostało proklamowane 14 listopada 1918 r. W jego skład weszli socjaldemokraci Wołodymyr Wynnyczenko i Symon Petlura, profesor Uniwersytetu Kijowskiego Fedir Szweć reprezentujący eserowców, niepodległościowiec-socjalista Opanas Andrijewśkyj i przedstawiciel organizacji kolejarzy Andrij Makarenko. Przewodniczącym został Wynnyczenko. On też wytyczał polityczny kierunek walki powstańczej. Petlura, Naczelny Ataman Wojsk URL, zajął się głównie organizacją sił zbrojnych. Dysponował wówczas ok. 3,5-tysięczną armią - Strzelcami Siczowymi. Te dwie postacie dzielił głęboki antagonizm, który wynikał z różnic politycznych i zaistniałych wcześniej zadrażnień. 
Dyrektoriat utworzył rząd, czyli Radę Zarządzających Sprawami Państwa, która nastawiona była na współpracę z Ententą. W ten sposób stał się centralnym ośrodkiem władzy Ukraińskiej Republiki Ludowej. Siedzibą Dyrektoriatu była początkowo Biała Cerkiew, skąd zostało ogłoszone powstanie przeciw Skoropadskiemu. Petlura, któremu udało się zgromadzić wokół siebie wiele oddziałów partyzanckich, zdobył Kijów 14 grudnia 1918 r. Skoropadski zrzekł się władzy i przekazał ją swojej Radzie Ministrów, która z kolei oddała ją Dyrektoriatowi. Tymczasem pod koniec listopada 1918 r. w Sudży utworzono probolszewicki Tymczasowy Robotniczo-Chłopski Rząd Ukrainy, którego zamiarem było przejąć całą władzę na Ukrainie i podporządkować ją całkowicie bolszewikom. Znakiem tego była zmiana nazwy państwa na Ukraińską Socjalistyczną Republikę Radziecką. Dyrektoriat jednak nie zamierzał oddać władzy. Na zdobytych terenach na miejsce bolszewickich Rad Delegatów Robotniczych powoływano do życia Rady Pracy. W dniach 23-28 stycznia 1919 r. odbył się w Kijowie Kongres Pracy. 
Formalnie Dyrektoriat podporządkował się Kongresowi, ale ten upoważnił go do sprawowania rządów i wydawania zarządzeń koniecznych do obrony państwa. Na skutek ofensywy sowieckiej w styczniu i lutym 1919 r. Dyrektoriat zmuszony był przenieść się do Winnicy. Tereny kontrolowane przez jego wojska kurczyły się coraz bardziej, co zmusiło jego członków do przeniesienia się do Kamieńca Podolskiego.
Po niepowodzeniach na froncie i utracie Kijowa w walce z bolszewikami, 13 lutego 1919 Wynnyczenko zrezygnował z przewodniczenia Dyrektoriatowi i wyjechał za granicę. Podobnie zachowali się Makarenko i Szweć. Dyrektoriat praktycznie przestał istnieć jako ciało zbiorowe, a faktyczną władzę przejął Petlura, który wobec niepowodzeń na froncie przeciwko bolszewikom, szukał porozumienia z Polską, ale na odniesienie zwycięstwa w walce o władzę na Ukrainie w oparciu o zachodniego sąsiada było już za późno.